# Jonny Soling
Lars Jonny Soling, född 20 juni 1945 i Orsa församling, Kopparbergs län, är fiolspelman från Orsa. I sin ungdom spelade Soling både klarinett och saxofon i Leif Borgerts orkester. Han började inte spela fiol förrän vid tjugofem års ålder, en väldigt sen ålder för att börja spela fiol inom folkmusiken. Sedan fick han spelmannen Ole Hjorth som sin läromästare. År 1972 blev Soling tilldelad Zornmärket i brons och året därpå Zornmärket i silver. Idag arbetar han som fiolpedagog på Malungs folkhögskola.

## Diskografi
- 1980 – Kalle Almlöf med Pers Hans Olsson, Anders Rosén, Jonny Soling och Björn Ståbi
- 1984 – Jonny Soling med Nils Agenmark, Ole Hjorth, Pål Olle
- 1985 – Pål Olle solo och i par med Göras Anders Persson, Nils Agenmark, Jonas Röjås, Ole Hjort och Jonny Soling
- 1991 – Hopspelt (med Kalle Almlöf)
- 1995 – Jonny Soling
- 2002 – Efterkälken (med Ole Hjorth)
- 2005 – Öst och väst (med Kalle Almlöf)